# Georges d'Esparbès
Thomas Auguste Esparbès známý jako Georges d'Esparbès (24. března 1863 Valence d'Agen, Francie – 25. června 1944 Saint-Germain-en-Laye), byl francouzský fejetonista, spisovatel a dramatik.    

## Životopis
Georges měl manželku Moli (1871), jejich děti byly: Roland (1894), Robert (1896–1952) novinář, kritik a dramatik, Roma (1899), Jean (1904–1968) malíř a básník a Francois (1910). 
Pravidelně navštěvoval kabaret Le Chat Noir, v roce 1888 se stal fejetonistou deníku Gil Blas. Psal vojensky inspirované povídky, především o Prvním císařství a napoleonském eposu, velebící hrdinství francouzského vojáka. Jeho povídky jsou označovány jako básně v próze.  
Georges d'Esparbès se přátelil s Léonem Bloyem, Jeanem Moréasem a Laurentem Tailhadem. Od roku 1892 pravidelně přispíval do časopisu La Plume. V květnu 1905 byl jmenován kurátorem zámku Fontainebleau, kde působil až do svého odchodu do důchodu v květnu 1930. Když v roce 1914 vypukla válka, pokusil se narukovat, ale neuspěl. 
Několik jeho děl bylo adaptováno pro filmové plátno, například La Légende de l'Aigle v roce 1911 Victorinem Jassetem a Émilem Chautardem a Les Demi-solde, který byl několikrát adaptován, nejprve v roce 1922 Bernardem-Deschampsem a Julienem Duvivierem pod názvem L'Agonie des aigles, poté v roce 1933 Rogerem Richebé podle scénáře Marcela Pagnola s Pierrem Renoirem. V roce 1923 napsal Georges d'Esparbès scénář k filmu Juliena Duviviera Credo ou la Tragédie de Lourdes.

### Ocenění
- Rytíř Čestné legie, udělený ministrem veřejného školství (dekret ze dne 20. ledna 1899). Patron: básník a spisovatel Edmond Haraucourt
- Cena Maillé-Latour-Landr za La terre des ancêtres (1908)
- Důstojník Čestné legie, udělený ministrem veřejného školství (dekret ze dne 13. ledna 1926). Patron: generál Henri Gouraud, vojenský guvernér Paříže
- Řád Francouzské cizinecké legie 1. třídy ve věku 73 let

### Pocta
Pierre Méjanel, Le Curé de Sézanne (Farář v Sézanne), pastel, 1,27 x 1,57 m, evokující epizodu z díla Légendes de l'Aigle od Georgese d'Esparbèse, vystaveno na Salonu 1898 a zakoupeno státem v roce 1898, uloženo na radnici v Châlons-en-Champagne, poté předáno do městského muzea.

## Dílo

### V češtině
- Voják – in: 1000 nejkrásnějších novel... č. 102, úvod František Sekanina, Bohumil Jirsík, s. 95–100. Praha: J. R. Vilímek, 1916